# Cibularia profuga
Cibularia profuga är en mångfotingart som beskrevs av Ottis Robert Causey 1955. Cibularia profuga ingår i släktet Cibularia och familjen Xystodesmidae. Inga underarter finns listade i Catalogue of Life.